# فلیکس کوسادا
فلیکس کوسادا (انگلیسی: Félix Quesada; ۱ ژوئیهٔ ۱۹۰۲ – ۹ ژوئیهٔ ۱۹۵۹) بازیکن فوتبال، و سرمربی (فوتبال) اهل اسپانیا بود.
از باشگاه‌هایی که در آن بازی کرده‌است می‌توان به باشگاه فوتبال رئال مادرید اشاره کرد.